# Miuon
Miuonul sau muonul (de la litera greacă μ – miu sau mu) este o particulă elementară cu o sarcină electrică egală cu a electronului dar cu o masă mult mai mare. Miuonul este un fermion cu spin 1⁄2 și e clasificat ca lepton (particulă elementară care nu e supusă interacției tari).